# Episodi di Ispettore Morse (seconda stagione)
| nº | Titolo originale        | Titolo italiano         | Prima TV         | Prima TV Italia |
| -- | ----------------------- | ----------------------- | ---------------- | --------------- |
| 1  | The Wolvercote Tongue   | The Wolvercote Tongue   | 25 dicembre 1987 |                 |
| 2  | Last Seen Wearing       | Last Seen Wearing       | 8 marzo 1988     |                 |
| 3  | The Settling of the Sun | The Settling of the Sun | 15 marzo 1988    |                 |
| 4  | Last Bus to Woodstock   | Last Bus to Woodstock   | 22 marzo 1988    |                 |

## The Wolvercote Tongue
- Titolo originale: The Wolvercote Tongue
- Diretto da: Alastair Reid
- Scritto da: Julian Mitchell

### Trama
Un turista americano viene trovato morto in una stanza d'albergo al Randolph Hotel, apparentemente per un attacco di cuore. Morse sospetta che si tratti di omicidio visto che alla vittima è stato sottratto un importante manufatto anglosassone.

## Last seen wearing
- Titolo originale: Last Seen Wearing
- Diretto da: Edward Bennett
- Scritto da: Thomas Ellice

### Trama
Una studentessa, figlia di un uomo d'affari locale molto influente, è scomparsa da sei mesi e il caso viene assegnato a Morse ma, prima che l'ispettore possa risolvere il mistero, si verifica un altro omicidio.

## The Settling of the Sun
- Titolo originale: The Settling of the Sun
- Diretto da: Peter Hammond
- Scritto da: Charles Wood

### Trama
Morse è chiamato a risolvere l'omicidio di uno studente giapponese.

## Last Bus to Woodstock
- Titolo originale: Last Bus to Woodstock
- Diretto da: Peter Duffell
- Scritto da: Michael Wilcox

### Trama
Morse indaga sulla morte di Sylvia Kane, una ragazza di diciotto anni trovata morta nel parcheggio di un pub. In suo possesso viene trovata una busta con un messaggio in codice indirizzato alla collega, Jennifer Coleby.